# Annalenstein der 5. Dynastie

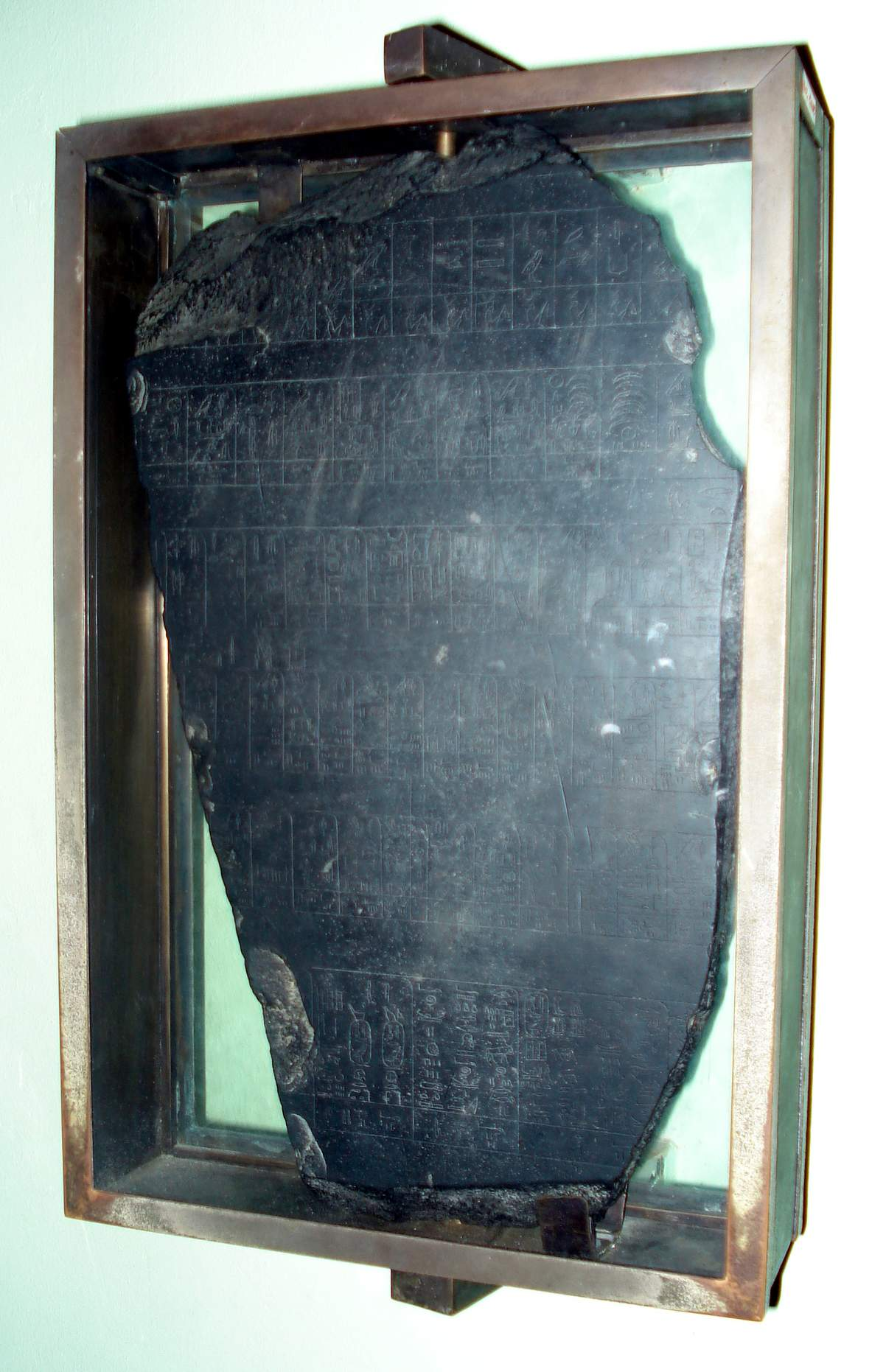
Palermostein

Der Annalenstein der 5. Dynastie ist ein rekonstruiertes Artefakt aus dem alten Ägypten in Gestalt einer großen, beschrifteten Steintafel. Das Original war vermutlich von König (Pharao) Neferirkare, dem dritten Herrscher der 5. Dynastie (Altes Reich), in Auftrag gegeben worden. Die Herkunft und der ursprüngliche Aufstellungsort des Artefakts konnten bislang nicht zufriedenstellend ermittelt werden.
Der Annalenstein ist für die ägyptische Chronologie von großer Wichtigkeit, weil auf ihm die Namen von Königen von der Prädynastik bis zu König Neferirkare aufgeführt sind und für jeden Herrscher ab der 1. Dynastie sämtliche Jahresereignisse und Nilfluthöhen aufgelistet werden. Besonders intensiv erforscht wurden vor allem die Angaben zu den Jahresereignissen unter den Herrschern. Bisherige Untersuchungsergebnisse lassen in den Ereignisangaben gewisse refrainartige und kanonische Muster erkennen, die sich im permanenten Wiederholen von jährlich oder alle paar Jahre stattfindenden Festen und Zeremonien ausdrücken. Diese Aufzeichnungen sind für Vergleiche mit sowohl zeitgenössischen als auch späteren Quellen und Dokumenten von großer Bedeutung, da sich bestimmte Aussagen und Anekdoten über einzelne Herrscher entweder bestätigen oder widerlegen lassen. Außerdem können Ägyptologen und Historiker die korrekte Herrschaftsdauer gewisser Könige ermitteln und ebenfalls mit späteren Quellen abgleichen.

## Beschreibung

### Form und Größe des ursprünglichen Objekts und der Fragmente
Der Annalenstein maß ursprünglich geschätzte 140 × 200 cm und zerbrach später in mehrere Fragmente, von denen heute sieben Bruchstücke erhalten sind. Die beiden größten Bruchstücke heißen aufgrund ihrer heutigen Aufstellungsorte „Palermostein“ (P) und „Kairostein“ (C1, beziehungsweise K1). Der Palermostein ist annähernd schildförmig, ca. 43,5 cm hoch, ca. 25 cm breit und ca. 6,0 cm dick, wobei die Dicke des Steins unregelmäßig verläuft. Er ist beidseitig beschriftet, wobei die Inschrift auf der Vorderseite besser erhalten ist als auf der Rückseite. Sie wurde in den Stein eingraviert und mit Kreide nachgezogen. Der Kairostein (JE 44859) hingegen ist annähernd rechteckig, an seiner Rückseite ca. 42 cm hoch und ca. 26 cm breit und ca. 6,0–6,5 cm dick. Seine Vorderseite misst 36 × 26 cm, die Unterschiede rühren durch eine starke Beschädigung an der Front her. Sowohl Vorder- als auch Rückseite sind in den unteren zwei Dritteln so stark abgerieben, dass hier fast nichts mehr zu lesen ist.
Die restlichen fünf Fragmente sind ungleich kleiner. Aufgrund ihrer heutigen Aufbewahrungsorte werden vier von ihnen mit „C“ oder „K“ (für „Kairo-Fragment“) und das fünfte mit „L“ oder „L'“ (für „London-Fragment“) betitelt. Fragment „C2“ (JE 39735) ist annähernd dreieckig und misst etwa 8,4 × 9,2 cm. Bruchstück „C3“ (JE 39734) ist unregelmäßig geformt und misst etwa 9 × 11 cm. „C4“ (JE 39733) ist ebenfalls unregelmäßig geformt und hat die Maße 7,5 × 11,5 cm. Und „C5“ schließlich ist nahezu quadratisch und misst 9 × 9 cm. Das sogenannte „London-Fragment“ (UC 15508) ist wiederum dreieckig und 8,5 cm hoch und 8,0 cm breit.

### Material
Da bislang keinerlei eingehende petrologische Untersuchung der meisten Fragmente stattfand, liegen abweichende Materialbeschreibungen vor. In der älteren Literatur wird der Palermostein als Amphibolit, schwarzer Diorit oder schwarzes Quarz-Gestein bezeichnet. Bislang wurde aber nur das Fragment C5 petrologisch untersucht. Das Ergebnis war, dass jenes Bruchstück aus Olivin-Basalt besteht, was somit höchstwahrscheinlich auch auf die restlichen Fragmente zutrifft, sofern sie von ein und derselben Steintafel stammen.

## Positionelle Zuordnung der einzelnen Fragmente

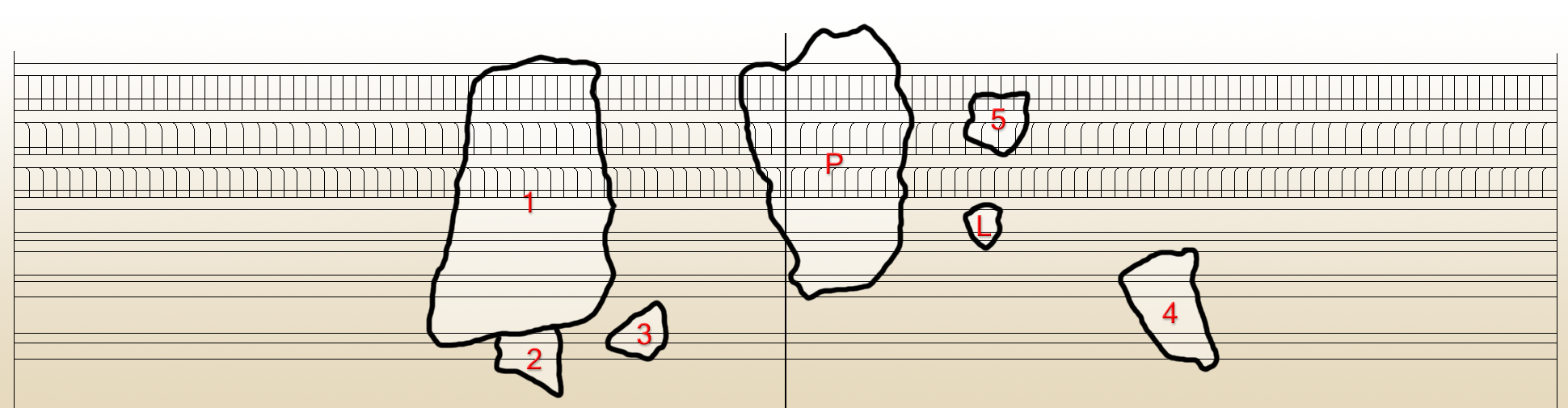
Rekonstruierte Positionen der einzelnen Fragmente nach W. Helck, W. Barta und J.D. Degreef. P = Palermostein, 1-5 = Kairofragmente, L = Londonfragment.

Es ist unsicher, ob alle Fragmente tatsächlich zu ein und demselben Annalenstein gehörten oder von verschiedenen Steintafeln stammten. Bereits in früherer Zeit bemerkten Forscher wie Henri Gauthier und Georges Émile Jules Daressy, dass sich die Schriftausführungen auf dem Palermostein von jenen des Kairosteins voneinander unterscheiden, die Größe der Schriftzeichen sowie die Eingravierungsrichtungen weichen voneinander ab. Zudem scheint die Beschriftung des Kairosteins nachlässiger zu sein als die des Palermosteins. Auch die unterschiedliche Dicke der Fragmente wirft die Frage auf, ob wirklich alle Fragmente dereinst zusammengehörten. Die Gelehrten William Matthew Flinders Petrie und Toby Wilkinson werfen allerdings ein, dass es nicht unbedingt verwunderlich sein müsse, wenn an einem größeren Schriftobjekt mehrere Schreiber und Graveure gleichzeitig gearbeitet hätten, da dies im Alten Ägypten nicht unüblich gewesen sei.
Die insgesamt fünf Kairo-Fragmente wurden unabhängig von ihrer ehemaligen Positionierung im Annalenstein auch nach dem heutigen Aufbewahrungsort in der Sammlung des Ägyptischen Museums von Kairo benannt, obwohl sich nur die Kairo-Fragmente Nr. 2 und 3 in unmittelbarer Nähe zum Kairostein (Kairo-Fragment Nr. 1) im Annalenstein befanden und die beiden anderen Kairo-Fragmente Nr. 4 und 5 viel eher in der Nähe des Palermosteins (P). Das Fragment mit der Bezeichnung P1 (nach W. Helck; allgemein jedoch als LF betitelt) befand sich einst rechts vom Palermostein und ist heute im Petrie Museum of Egyptian Archaeology von London ausgestellt.
Die Kurzbezeichnungen für all die Fragmente werden von verschiedenen Ägyptologen unterschiedlich angegeben. So heißen sie beispielsweise bei Toby Wilkinson PS für den Palermostein, CF1 – CF5 für alle Kairo-Fragmente, wobei CF1 für den Kairostein steht und LF für das heute im Petrie Museum of Egyptian Archaeology von London befindliche Fragment. Jürgen von Beckerath jedoch bezeichnet den Palermostein mit P, die kleineren Kairo-Fragmente mit K1 – K4, das in London befindliche Fragment mit L und den Kairostein, als das größte sich heute in Kairo befindliche Fragment, mit C.

## Herkunft und ursprünglicher Aufstellungsort
Der „Palermostein“ wurde erstmals um 1859 von dem italienischen Reisenden Fernando Gaudiano oder dessen Vater erworben; die Beschaffungsumstände sind unklar. Die Steintafel wurde am 19. Oktober 1877 dem Museum für Archäologie zu Palermo gestiftet. Anfänglich wurde darüber diskutiert, das Artefakt im Austausch gegen andere Kostbarkeiten dem Ägyptischen Museum von Kairo zu vermachen, doch ein wachsendes Interesse von Gelehrten aus Palermo und anderen europäischen Ländern verhinderte dies. Der erste Gelehrte, der sich eingehend mit der Herkunft und dem ursprünglichen Zweck des Annalensteins befasste, war der Schweizer Ägyptologe Édouard Naville. Er bemerkte regelmäßig wiederkehrende Referenzen bezüglich der Stadt Heliopolis, die in den Ereigniswiedergaben der 5. Dynastie zutage treten. Daher nahm Naville an, dass der Annalenstein als Ganzes ursprünglich in einem der Sonnenheiligtümer zu Heliopolis gestanden haben könnte und somit unterägyptischer Herkunft sei.
Im Jahr 1910 erwarb das Ägyptische Museum von Kairo drei weitere Fragmente des Annalensteins, darunter den „Kairostein“. Ungenaue Angaben zu deren Herkunft erschweren jegliche Rückschlüsse. Die Behauptung, die Artefakte stammten aus El Mina, wird von Gelehrten wie Wolfgang Helck angezweifelt. Kurz nach dem Erwerb der drei Fragmente wurde ein viertes (Fragment C4) angeblich in situ entdeckt. Es stammt nach Angaben von W. M. F. Petrie aus den Ruinen von Memphis und wurde vorgeblich zusammen mit anderen Kunstobjekten auf der Suche nach Sebach (Lehmziegel, die als Dünger genutzt werden) geborgen. Da jenes vierte Fragment – im Gegensatz zu den bisherigen – nicht aus käuflichem Erwerb zu stammen scheint, gilt dessen Herkunft als gesichert und ist von größtem Interesse für die Forschung. Der Fundort regte Gelehrte wie W. Helck, Gaston Maspero, Helen Jacquet-Gordon und G. E. J. Daressy an, als ursprünglichen Aufstellungsort des Annalensteins einen Schrein in Memphis anzunehmen. W. Helck geht davon aus, dass der Annalenstein dem Gott Ptah geweiht war und zusammen mit dem sogenannten Schabaka-Stein (22. Dynastie) aufbewahrt wurde.
Im Laufe der Forschungen wurde überdies die Frage aufgeworfen, ob es sich bei dem Annalenstein in der heutigen Gestalt um ein zeitgenössisches Werk handelt, oder um eine akkurate Kopie aus späterer Zeit. Hintergrund sind gewisse Anachronismen, die besonders auf dem Kairostein zutage treten. So werden beispielsweise Kartuschennamen für die Könige Djer und Semerchet (beide regierten in der 1. Dynastie) angegeben, obwohl zu deren Lebzeiten diese Form des Königsnamens noch gar nicht existierte, sondern erst mit König Huni gegen Ende der 3. Dynastie in Gebrauch kam. Auffällig ist auch, dass mit den Königen stets deren Mütter beim Namen genannt werden, nicht aber etwa die Ehefrauen.
Nach Meinungen von Helck und Wilkinson spricht für einen Ursprung der Inschrift aus dem Alten Reich der Umstand, dass die Namen der Könige Djer, Den, Ninetjer und Chasechemui korrekt in ihrer archaischen Form (als Horusnamen) wiedergegeben werden, im Gegensatz zu den Kartuschennamen der ramessidischen Königslisten, die stark verzerrte und schwer zuordenbare Königsnamen präsentieren. Daher mag die Entstehungszeit des Annalensteins zeitlich nicht allzu weit von der des Originals gelegen haben.

## Ursprüngliche Gesamtinschrift
Der gesamte Annalenstein war, beziehungsweise ist, gemäß den bisherigen Rekonstruktionen vorder- und rückseitig beschriftet. Die Gesamtbeschriftung wurde von Wissenschaftlern in verschiedenen Varianten aus allen bekannten Bruchstücken und den darauf befindlichen, tatsächlichen Teilbeschriftungen letztlich nur rückerschlossen. Alle Fragmente sind daher noch heute Gegenstand einer nicht abgeschlossenen Forschung. Zudem liegen verschiedene Lesungen zu einzelnen in den Inschriften erwähnten Ereignissen vor, sodass sich auch diesbezüglich Fragen ergeben haben.

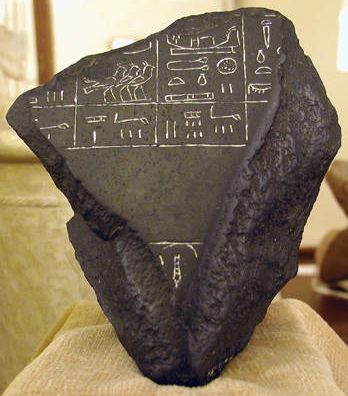
Fragment L des Annalensteins, auf dem die Jahresfenster und die Nilfluthöhen gut zu erkennen sind.

Die Einteilung der Gesamtbeschriftung ist in ihrer Grundform klar strukturiert. Die Eintragungen sind in waagerechter Schriftrichtung ausgeführt und werden von rechts nach links gelesen. Sie sind durch die Jahreshieroglyphe Renpet (Gardiner-Zeichen M4; eine kahle Palmrispe) in kleine Felder („Jahresereignis-Felder“, „Jahresfelder“ oder „Ereignis-Felder“ genannt) unterteilt, sodass eine modern wirkende Tabellenform entstand. Die Anzahl der Felder entspricht der Anzahl der Jahre seit Reichseinigung. Nicht jede Zeile enthielt die gleiche Anzahl von Jahresfeldern, da die einzelnen Herrscher unterschiedlich lange regierten. Der ersten, noch breit gefassten Zeile folgen zwei schmale Reihen. Die vierte Zeile wird durch erweiterte Eintragungen wieder breiter, ab der fünften Reihe auch entsprechend höher. Anschließend wachsen die Zeilen auf der Gegenseite in ihren Formaten und ihre Inschriften nehmen an Detail und Inhalt zu, bis sie eine – im Vergleich zu den Fenstern der ersten vier Zeilen – monumentale Größe erlangt haben.
In der obersten Zeile sind die Namen vordynastischer Herrscher in schmalen Vignetten ohne nähere Angaben zu deren Regierungszeiten eingetragen. Darunter folgen sämtliche Könige der 1. bis 4. Dynastie. In den freien Zwischenzeilen, welche die Tabellen trennen, sind die Horusnamen, Thronnamen, Goldnamen und Kartuschennamen der Herrscher notiert, sowie die Namen der jeweiligen königlichen Mutter. Die Namensbanderolen der Könige sind stets so positioniert, dass sie exakt mittig über der zugehörigen Tabelle stehen. Direkt darunter werden von rechts nach links in schmalen Fenstern die wichtigsten Jahresereignisse aufgelistet. Mit kleiner Schrift wird in einer Extrazeile unter jedem Fenster der jahresaktuelle Stand der Nilschwemme angegeben.
Die Herrschertabellen enden stets mit der Angabe, in welchem Kalenderjahr der König verstarb. Die Jahreszählung für den Nachfolgekönig beginnt danach aber nicht mit der Regierungsübernahme, sondern nennt nur das Jahr, in welchem der jeweilige König den Thron bestieg (sog. Krönungsjahr). Als Kalenderform wurde der ägyptische Verwaltungskalender gewählt, dessen Beginn immer mit dem 1. Achet I in der ägyptischen Jahreszeit „Überschwemmung“ ansetzte. Nach diesem Prinzip sind beide Seiten der ehemaligen Gedenktafel aufgebaut. Die Vorderseite des Annalensteins widmet sich den Herrschern der 1. bis 4. Dynastie, die Rückseite widmet sich den auf der Vorderseite noch nicht genannten Königen der 4. und anschließend allen Königen der 5. Dynastie. Auch hier sind die Texte in Tabellen, Zeilen und Fenster gegliedert, allerdings sind die Ereignisfenster viel großformatiger und mit detaillierteren Texten ausgefüllt, als jene auf der Vorderseite.

## Könige und Königsmütter
Die Inschriften der Annalensteinfragmente können verschiedenen Herrschern der 0. bis 5. Dynastie zugeordnet werden. Im Folgenden werden alle bislang ermittelten Herrscher und Königsmütter genannt, den einzelnen Fragmenten unter Kennzeichnung nach W. Helck, Winfried Barta, T. A. H. Wilkinson und I. E. S. Edwards zugeordnet und die Anzahl erhaltener Herrschaftsjahre genannt.

### Palermostein
Auf der Vorderseite des Palermosteins sind die Eintragungen für folgende Herrscher erhalten:
- Seka, ein unterägyptischer König während der Prädynastik; Zeile I
- Iucha (oder Chaiu), ein unterägyptischer König während der Prädynastik; Zeile I
- Tiu, ein unterägyptischer König während der Prädynastik; Zeile I
- Itjiesch, ein unterägyptischer König während der Prädynastik; Zeile I
- Niheb, ein unterägyptischer König während der Prädynastik; Zeile I
- Wenegbu, ein unterägyptischer König während der Prädynastik; Zeile I
- Imichet, ein unterägyptischer König während der Prädynastik; Zeile I
- …a, stark zerstörter Name eines prädynastischen Herrschers; Zeile I

- Aha, König (Pharao) der 1. Dynastie (Frühdynastische Zeit); Zeile II, 2 Jahre
- Teti I., König (Pharao) der 1. Dynastie (Frühdynastische Zeit); Zeile II, komplettes Interregnum
- Djer, König (Pharao) der 1. Dynastie (Frühdynastische Zeit); Zeile II, 9 Jahre
- Den, König (Pharao) der 1. Dynastie (Frühdynastische Zeit); Zeile III, 14 Jahre
- Ninetjer, König (Pharao) der 2. Dynastie (Frühdynastische Zeit); Zeile IV, 15 Jahre
- Chasechemui, König (Pharao) der 2. Dynastie (Frühdynastische Zeit); Zeile V, 7 Jahre
- Djoser, König (Pharao) der 3. Dynastie (Altes Reich); Zeile V, 5 Jahre
- Snofru, König (Pharao) der 4. Dynastie (Altes Reich); Zeile VI, 5 Jahre

Auf der Rückseite des Palermosteins sind die Eintragungen für folgende Herrscher erhalten:
- Huni, König (Pharao) der 3. Dynastie (Altes Reich); nur namentlich in Zusammenhang mit einer Domänenstiftung erwähnt
- Menkaure, König (Pharao) der 4. Dynastie (Altes Reich); Todesdatum
- Schepseskaf, König (Pharao) der 4. Dynastie (Altes Reich); Herrschaftsbeginn +1 Jahr
- Userkaf, König (Pharao) der 5. Dynastie (Altes Reich); 2 Jahre
- Sahure, König (Pharao) der 5. Dynastie (Altes Reich); 5 Jahre
- Neferirkare, König (Pharao) der 5. Dynastie (Altes Reich); 1 Jahr

Folgende Königsmütter sind namentlich erhalten:
- Merneith (Mutter, Gemahlin und zeitweilige Mitregentin von Den)
- Meresanch I. (Mutter von Snofru und wahrscheinlich die Gemahlin von König Huni)

### Kairostein
Auf der Vorderseite des Kairosteins sind die Eintragungen für folgende Könige lesbar:
- Djer, König (Pharao) der 1. Dynastie (Frühdynastische Zeit); Zeile II, 9 Jahre
- Anedjib, König (Pharao) der 1. Dynastie (Frühdynastische Zeit); Zeile III, 2 Jahre
- Semerchet, König (Pharao) der 1. Dynastie (Frühdynastische Zeit); Zeile III, 8 Jahre (komplette Herrschaft)
- Qaa, König (Pharao) der 1. Dynastie (Frühdynastische Zeit); Zeile III, 1 Jahr
- Ninetjer, König (Pharao) der 2. Dynastie (Frühdynastische Zeit); Zeile IV, 9 Jahre
- (Unbekannt), nicht mehr eindeutig bestimmbar; Zeile IV, 5 Jahre
- Djoser, König (Pharao) der 3. Dynastie (Altes Reich); Zeile V, 10 Jahre
- Sechemchet, König (Pharao) der 3. Dynastie (Altes Reich); Zeile V, 2 Jahre

Folgende Königsmütter sind namentlich erhalten:
- Chenethapi (Mutter von Djer und wahrscheinlich die Gemahlin von König Teti I.; zeitgenössisch nicht belegt und daher womöglich fiktiv)
- Batiires (Mutter von Semerchet und wahrscheinlich die Gemahlin von König Anedjib)

### Kairener Fragmente
- Kairo-Fragment Nr. 2 (C2): König Cheops (Vorderseite), 2 Jahre
- Kairo-Fragment Nr. 3 (C3): König Radjedef (Vorderseite); 2 Jahre
- Kairo-Fragment Nr. 4 (C4): König Snofru (Vorderseite); 3 Jahre
- Kairo-Fragment Nr. 5 (C5): König Den (Vorderseite); 5 Jahre

### London-Fragment
- London-Fragment (LF): König Chasechemui (Vorderseite); 3 Jahre

## Zu den Ereignisangaben
Die erhaltenen Eintragungen von historischen Geschehnissen in den Jahresfeldern auf den Annalensteinfragmenten sind von größtem Interesse für Ägyptologen und Historiker. Wie bereits erwähnt, werden hier politische, wirtschaftliche, religiöse und kultische Geschehnisse aufgelistet und in einzelnen Jahresfenstern präsentiert. Bestimmte Feierlichkeiten und Ereignisse werden refrainartig wiederholt. Im Folgenden werden die Wichtigsten von ihnen genannt und kurz beschrieben.

### Politische Ereignisse
Erscheinen des Königs
Diese Zeremonie fand unmittelbar nach der Thronübernahme zum ersten Mal statt, danach wurde sie alle zwei Jahre zelebriert. Aufzeichnungen aus späteren Dynastien legen nahe, dass es drei Formen des „Erscheinen des Königs“ gab: das „Erscheinen des Königs von Oberägypten“ (ägypt. chai-nisut), das „Erscheinen des Königs von Unterägypten“ (ägypt. chai-biti) und schließlich das „Erscheinen des Königs von Ober- und Unterägypten“ (ägypt. chai-nisut-biti). Erste, zeitgenössische Erwähnungen dieser Zeremonie treten unter König Djoser (3. Dynastie) in Erscheinung. Auf den Annalensteinfragmenten sind das „Erscheinen des Königs von Oberägypten“ und das „Erscheinen des Königs von Ober- und Unterägypten“ überliefert.
Viehzählung und Horusgeleit
In regelmäßigen Abständen wurde sämtliches Nutzvieh (dazu zählten Rinder, Schafe, Ziegen, Schweine und Esel) zusammengetrieben und gezählt. Die genaue Anzahl wurde von Schreibern und Kontrolleuren peinlich genau notiert und anschließend die entsprechende Abgabemenge errechnet. Die Viehzählung fand in allen ägyptischen Provinzen und Gauen statt. Steuerbetrug wurde hart bestraft. Die Viehzählung fand seit der 2. Dynastie gleichzeitig im Rahmen des sogenannten Horusgeleits (ägypt. Shemsu Hor) statt. Bei diesem Ereignis reiste der König alle zwei Jahre in einer prachtvollen Barke durch das Land und besuchte die wichtigsten Verwaltungszentren entlang des Nils, um Gericht zu halten und Steuern zu erheben.

### Religiös-kultische Ereignisse
Apis-Lauf

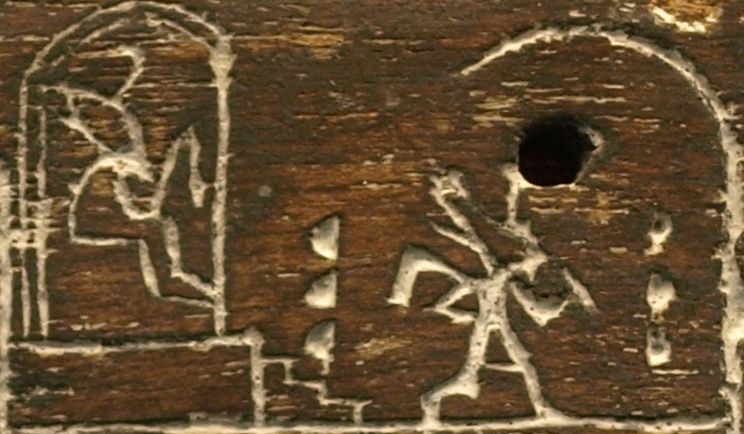
König Den während des Sed-Festes, Miniaturdarstellung auf einer Elfenbeinplakette aus seinem Grab in Abydos

Der „Lauf des Apis-Stiers“ wurde alle sechs Jahre gefeiert. Bei diesem Fest lief der König viermal um bestimmte, D-förmige Markierungen, wobei der Stier, der als Personifizierung des Apis ausgewählt worden war, dem König folgte. Das Fest „Lauf des Apis-Stiers“ diente der symbolischen Verjüngung und Potenzdemonstration des Königs. Der Apis-Stier war in prä- und frühdynastischer Zeit noch eine eigenständige Gottheit, die mit dem Frühling, der Aussaat und dem Mond in Verbindung stand, ab dem späten Alten Reich wurde er dem Gott Ptah unterstellt und galt nun als dessen Herold.
„Geburt“ (Erschaffung) des X-Fetisch/der X-Statue
Zu den häufigen Ereignissen, die auf dem Annalenstein genannt werden, gehört die „Geburt“, also Erschaffung und das Aufstellen diverser Fetische und Statuen für verschiedene Gottheiten. Besonders oft sind die Göttin Mafdet, der Gott Min und der Gott Chontamenti namentlich erhalten. Bislang einmalige Erwähnung erfuhren der Gott Seth und die Göttin Iatet.
Sedfest
Ebenfalls zu den wiederkehrenden Festen gehörte das Sed-Fest (ägypt. heb sed), dessen erste Feier jeweils noch im Krönungsjahr stattfand. Der Palermostein überliefert, dass das nächste Sed-Fest erst wieder im 30. Regierungsjahr des Königs gefeiert wurde, weshalb es in griechischer Zeit als Triakontaeteris („Dreißig-Jahr-Feier“) bekannt war. Nach diesem Thronjubiläum wurde es regelmäßig alle drei Jahre abgehalten.
Sokar-Fest

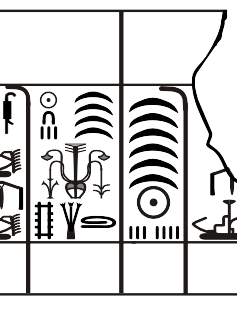
Krönungsjahr des Königs Djer (3. Fenster von rechts), wie auf dem Palermostein dargestellt. Der Tod seines Vorgängers Aha wird durch ein Sterbedatum (2. Fenster von rechts) angezeigt: Die Sonne steht für „Tag“, die Mondsicheln stehen für „Monat“ und die Striche stellen Ziffern dar. Demnach starb Aha „am 7. Tag des 6. Monats“. Djer's Krönungsjahr umfasst -von oben nach unten- ein „zweites Sterbedatum“, das Symbol Sematauj für „Vereinigung“, sowie die Zeichen für „Umschreiten der weißen Mauern“.

Das Fest des Sokar wurde in frühdynastischer Zeit nur während der Krönungszeremonie des neuen Königs gefeiert, um den (physischen oder symbolischen) Tod des Vorgängers zu feiern. Ab der 2. Dynastie wurde das Fest alle sechs Jahre abgehalten, seine fünfte Feier fiel damit zeitlich mit dem ersten Sed-Fest zusammen. Von da an markierte das Sokar-Fest sowohl den Tod des Vorgängerkönigs als auch die Gründung der zukünftigen Grabstätte für den neuen Herrscher. Sokar war der Gott der Unterwelt und einer der göttlichen Schutzpatrone der königlichen Friedhöfe.
Umschreiten der Weißen Mauern
Die „Weißen Mauern“ (ägypt. inebu hedj), das heutige Memphis, wurden gemäß Überlieferungen von König Menes gegründet und dienten als Hauptregierungssitz. Das Umlaufen oder Umschreiten der Mauern von Memphis wurde in prunkvollen Prozessionen begangen und sollte das Anrecht des Königs auf seinen neuen Regierungssitz markieren und Memphis zu seiner neuen Reichsresidenz erklären. Auf den Annalensteinfragmenten erscheint das Fest stets in Verbindung mit dem Reichseinigungsfest zu Beginn einer neuen Herrschaft.
Vereinigung von Ober- und Unterägypten
Das Fest der „Vereinigung von Ober- und Unterägypten“ signalisierte den Anbeginn einer neuen Königsherrschaft und sollte symbolisch den zivilen wie politischen Zusammenhalt der beiden Landeshälften Ober- und Unterägypten festigen. Welche Zeremonien im Einzelnen während des Festes abgehalten wurden, ist nicht genau überliefert. Es gehörte jedoch unter anderem dazu, dass der neue König sämtliche Gottesschreine und -tempel aufsuchte und sich im südlichen wie nördlichen Nationalheiligtum bestätigen und feiern ließ.

### Einmalige Ereignisse
Der Annalenstein berichtet auch von einmalig auftretenden Ereignissen. Die Jahreseintragungen des Königs Den erwähnen zum Beispiel kriegerische Auseinandersetzungen mit dem „Volk der Wüstennomaden“ (Iuntiu) und eine königliche Nilpferdjagd. Die Jahreseintragungen des Königs Ninetjer berichten unter anderem von der Zerstörung oder Gründung (die Lesung der entsprechenden Zeichen ist umstritten) zweier Städte sowie über den Tod der Mutter des Königs. Andere Ereignisse, die unter den jeweiligen Herrschern einmalig auftraten, sind Gründungszeremonien für Domänen, Tempel und/oder Bewässerungsanlagen oder die Geburten von Prinzen und Prinzessinnen.

### Nilfluthöhen
Die auf dem Annalenstein vermerkten Nilfluthöhen beziehen sich sehr wahrscheinlich auf die Wasserstände der vom Nil überschwemmten Felder im nördlichen Talbereich von Memphis. Der genaue Fixpunkt des Messverfahrens bleibt jedoch unklar. Eine in Elephantine erfolgte Zu- oder Abnahme des Nilwasserstandes von einem Meter konnte eine Veränderung der Nilfluthöhe auf den Feldern bei Memphis von bis zu zwei Metern bewirken. Die Nilfluthöhen der Prädynastik bis zur 2. Dynastie zeigen einen deutlichen Klimawandel, der das tägliche Leben der Ägypter in der frühdynastischen Zeit veränderte. Die Folgen des trockeneren Klimas entsprechen dem archäologischen Befund, der die insbesondere Anfang der 1. Dynastie eingetretene starke Absenkung der Nilfluthöhen durch die parallel vorgenommene Reduzierung der Bebauungshöhen im gleichen Zeitraum bestätigt.
Die während des Alten Reichs aufgezeichneten Nilfluthöhen belegen ein konstantes Niveau, das mit den Verhältnissen des 20. Jahrhunderts ebenso vergleichbar ist wie auch das zeitliche Verhältnis von extrem hohen oder niedrigen Nilfluten. So trat beispielsweise eine besonders hohe oder niedrige Nilflut nur etwa einmal in 300 Jahren auf. Frühere Hypothesen von regelmäßigen Hungersnöten in kürzeren Zeitabständen sind aufgrund der ausgewerteten Daten hinfällig. Die bisher untersuchten Auflistungen der Nilfluthöhen auf dem Annalenstein widersprechen somit der Annahme von Patrick O’Mara, der die Angaben des Annalensteins als „fiktiv“ bezeichnete.
| Djer                          | 1. Dynastie        | 2,60 Meter | 1,58 bis 3,23 Meter |
| Nachfolger Djers bis Ninetjer | 1. bis 2. Dynastie | 2,38 Meter | 1,05 bis 4,26 Meter |
| Regierungszeit Ninetjer       | 2. Dynastie        | 1,78 Meter | 0,53 bis 2,40 Meter |
| Chasechemui und Djoser        | 2. bis 3. Dynastie | 1,81 Meter | 1,29 bis 2,30 Meter |
| Snofru und Cheops             | 4. Dynastie        | 1,86 Meter | 1,58 bis 2,72 Meter |
| Schepseskaf bis Sahure        | 4. bis 5. Dynastie | 1,85 Meter | 1,09 bis 2,37 Meter |

## Bedeutung der Inschriften und Auslegungen

### Chronologische Forschungen
Für die Ägyptologie und Historienforschung sind die Inschriften des Annalensteins von chronologischem Interesse. Forscher und Gelehrte beschäftigen sich vor allem mit den auf den Fragmenten erhaltenen Herrschern und der Reihenfolge, in der diese aufgelistet sind. Diese Chronologie versuchen die Gelehrten mit späteren Königslisten wie der Königsliste von Sakkara, der Königsliste von Abydos, dem Königspapyrus Turin und den Aegyptiaca des griechisch schreibenden, altägyptischen Historikers Manetho abzugleichen. Hintergrund dieser Forschungsarbeiten sind Widersprüche, die in den Königslisten zutage treten. Für bestimmte Dynastien geben die Listen eine abweichende Anzahl von Herrschern an. So listet beispielsweise die Königsliste von Abydos im Tempel des Königs Sethos I. (19. Dynastie) für die 2. Dynastie fünf Herrscher auf, während hingegen die Königsliste von Sakkara im Grab des hohen Beamten Tjuloy (18. Dynastie) und der Turiner Königspapyrus acht Könige aufzählen und Manetho sogar neun Herrschernamen angibt. Für die 1. Dynastie gibt die Sakkara-Liste nur zwei Herrscher an, während alle anderen Listen acht Regenten präsentieren.
Ägyptologen und Historiker haben die Frage aufgeworfen, wie viele Herrscher der Annalenstein für die ersten drei Dynastien tatsächlich aufgelistet hatte und welche Könige weggelassen wurden. Besonders obskure Königsnamen wie Neferka(re), Neferkasokar und Hudjefa, wie sie in der Sakkara-Liste und im Turiner Königspapyrus erscheinen (wobei Letzteres kein echter Name, sondern ein Vermerk ist, dass der eigentliche Königsname unleserlich war), stehen dabei im Mittelpunkt. Die Gelehrten fragen sich, ob diese Namen auch auf dem Annalenstein eingetragen waren, oder ob sie fehlten. W. Barta und W. Helck beispielsweise sind überzeugt, dass Neferka(re), Neferkasokar und Hudjefa auch auf dem Annalenstein eingetragen waren. Als Argument für ihre Darlegungen verweisen sie auf die Historien des Manetho, die Königsliste von Sakkara und den Turiner Königspapyrus, die nach Gelehrtenmeinungen oberägyptische (memphitische) Traditionen widerspiegeln. Dies könnte nach Meinung von Barta und Helck auch auf den Annalenstein zutreffen. W. Kaiser hingegen bevorzugt die kürzere Königsliste von Abydos als Vorlage.

### Regierungslängen der Herrscher
Das sogenannte „Horusgeleit“ und die damit verknüpfte Viehzählung sind von großer Bedeutung für Ägyptologen und Historiker. Es geht hauptsächlich um die Frage, wie lange einzelne Herrscher tatsächlich regierten. Von der Prädynastik bis ins späte Alte Reich hinein wurde die Viehzählung gemäß dem Annalenstein alle zwei Jahre durchgeführt. Danach fand sie jedes Jahr statt. Spätere historische Quellen machen jedoch widersprüchliche Angaben zur Regierungsdauer einzelner Herrscher.
Ein bekannter Streitfall um die korrekte Herrschaftsdauer ist jene des berühmten Königs Cheops aus der 4. Dynastie. Die höchste Anzahl an Viehzählungen findet sich in Gestalt von Arbeitergraffiti in den Entlastungskammern über der Grabkammer der Cheops-Pyramide, welche ein „17. Mal der Viehzählung“ erwähnen. Da die Viehzählung gemäß dem Palermostein zu dieser Zeit nur alle zwei Jahre stattfand, wäre für Cheops eine Regierungsdauer von mindestens 34 Jahren bezeugt. Diese Berechnung stößt jedoch bei einigen Forschern auf Zweifel und Argwohn, da der berühmte Königspapyrus Turin für Cheops nur 23 Jahre bescheinigt und der griechische Historiker Herodot behauptet, Cheops habe 50 Jahre regiert, was aber als Übertreibung oder Fehllesung angesehen wird. Inzwischen gehen Ägyptologen wie Thomas Schneider davon aus, dass Cheops entweder tatsächlich etwas mehr als 34 Jahre regierte, oder dass der Verfasser des Königspapyrus Turin den Umstand des 2-Jahre-Turnus nicht berücksichtigt hatte und in Wirklichkeit 23 Viehzählungen beschreibt und somit 46 Jahre bescheinigt. Ein anderer, ähnlich gelagerter Fall ist jener des Königs Huni (vermutlich letzter Herrscher der 3. Dynastie). Der Turiner Königspapyrus spricht dem Herrscher 24 Jahre zu, während Manetho (der den König Aches nennt) von 42 Jahren berichtet.
Die Rekonstruktionen zu den tatsächlichen Herrschaftsdauern beeinflussen die Einschätzungen zum Umfang der Inschrift, die ursprüngliche Größe des Annalensteins sowie dessen Format. Je länger ein König regiert hatte, desto mehr Jahresfenster waren auf dem Annalenstein eingetragen und umso größer könnte er gewesen sein. Auch steht dabei die Frage im Raum, wie akkurat, vollständig und somit glaubwürdig spätere Herrscherchroniken sind. Nach Ägyptologenmeinungen bezogen die ramessidischen Königslisten und der Historiker Manetho ihre Informationen von Dokumenten und Denkmälern wie dem Annalenstein. Da aber, wie bereits erläutert, diese Königslisten voneinander abweichen, bestehen auch Widersprüche hinsichtlich der Rekonstruktion der Inschrift des Annalensteins.

### Kulte und Götter

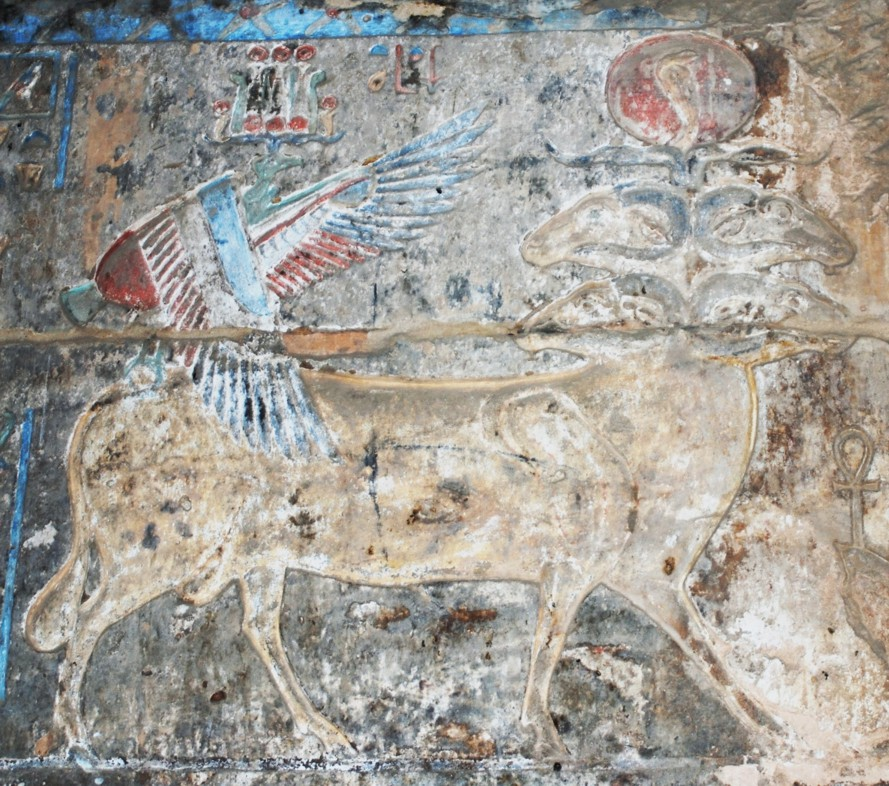
Mendeswidder auf einem Relief in Deir el-Medina.

Ein weiteres Augenmerk seitens der Forschung gilt dem Fest des Apis-Laufs. Manetho weiß über König Kaichoós (allgemein wird er mit König Nebre identifiziert) zu berichten, dass unter diesem die Götter Apies, Menevus und der Bock zu Mendes eingeführt wurden. Dieser Erzählung stehen Ägyptologen jedoch misstrauisch gegenüber, da der Apis-Kult bereits unter König Anedjib zelebriert wurde und die Gottheit Apis selbst bereits seit Anfang der 1. Dynastie bezeugt ist.
Winfried Barta, I. E. S. Edwards und Toby Wilkinson machen auf eine zunehmende Erwähnung von Seth-Fetischen und jener Gottheit gewidmeten Schreinen und Bastionen auf dem Annalenstein aufmerksam. In Zeile IV des Kairosteins C1, in den Jahresfeldern, die König Ninetjer zugesprochen werden, häufen sich die Darstellungen des Seth-Tieres. Auch in den Jahresfeldern seines Nachfolgers erscheinen Seth-Tiere. Ninetjers Nachfolger auf dem Kairostein konnte bislang nicht übereinstimmend identifiziert werden, doch neuere Untersuchungen der Reste der königlichen Namensbanderole lassen gemäß Barta, Edwards und Wilkinson ein vierbeiniges Tier über dem Serech erkennen. Der bislang einzige frühdynastische Herrscher, der ein vierbeiniges Geschöpf als Namenspatron verwendete, war König Seth-Peribsen. Wilkinson wirft jedoch ein, dass die Position der Namensbanderole auf eine Regierungsdauer von etwa 10, beziehungsweise 12 bis 14 Jahren schließen lasse, was jedoch angesichts der umfangreichen, archäologischen Beleglage merkwürdig kurz erscheine. Da Wilkinson, Edwards und Barta den Verdacht hegen, dass Peribsen vielleicht nicht der einzige Herrscher mit Seth-Tier als Serechfigur gewesen sein könnte, schlagen zumindest Barta und Edwards verschiedene „Problemherrscher“ wie Nubnefer, Weneg und Sened als mögliche Seth-Könige vor. Wilkinson tendiert jedoch eher zu Peribsen als Nachfolger. König Sechemib schließen die Gelehrten als Kandidaten aus, da dieser nachweis- und ausschließlich den Horus-Falken als Serech-Patron verwendete.

### Zu den Königsmüttern
Eine Besonderheit der Annalenstein-Inschrift ist der Umstand, dass in die königliche Titelbanderole der Name der jeweiligen Königsmutter aufgenommen wurde. Kurt Sethe und Silke Roth erklären dies damit, dass Königsmüttern eine erheblich wichtigere, genealogische Historienrolle zugedacht wurde als einfachen Ehefrauen. Königsmütter wurden seit dem Alten Reich als „Gottesgebärerin“ und „Gottesmutter“ betrachtet und bezeichnet. Die herausragende Stellung einer Königsmutter findet erstmals unter Königin Merneith („Geliebte der Neith“) deutlichen Ausdruck: Sie wird auf königlichen Nekropolensiegeln namentlich nebst ihrem Titel Mut nesu („Mutter des Königs“) zwischen Auflistungen von Horusnamen erwähnt. Zudem erhielt sie ein Grabmal königlichen Ausmaßes. Merneiths Name erscheint auf dem Palermostein in der Zwischenzeile von Reihe II zu III. Erhalten sind die Zeichen für „r“, „t“ sowie das Determinativ einer sitzenden Frau, das alle Königsmutternamen abschließt. Probleme hinsichtlich des Annalensteins bestehen darin, dass bestimmte Königinnen genannt werden, die archäologisch bis heute nicht eindeutig oder gar nicht belegt sind. So wird als Mutter des Königs Djer eine gewisse Chenethapi („Musikantin des Apis“) genannt. Dieser Name erscheint jedoch auf keinem der bislang ausgegrabenen Elfenbeinetiketten, die aus der Nekropole von Abydos stammen. Es konnte bislang auch kein Totenpriester ausfindig gemacht werden, der den Totenkult für diese Königsmutter betreut hätte. Eine weitere Königin, die auf den Annalenstein genannt wird, ist Königin Batiires, die vorgebliche Mutter des Königs Semerchet. In ihrem Falle allerdings mag eine Grabstele aus Abydos die Urform ihres Namens tragen, wobei die Lesung aufgrund Beschädigungen an der Stele umstritten bleibt. Die vierte Königsmutter ist schließlich Königin Meresanch I., die Mutter des Königs Snofru. Reste ihres Namens finden sich auf dem Kairostein über der 6. Zeile, die für Snofru bestimmt war. Ihr Name erscheint außerdem im Grab des hohen Beamten Peher-nefer und in Widmungsinschriften aus der 18. Dynastie in der Pyramidennekropole von Meidum.

### Zu den Nilfluthöhen
Die bereits erwähnten Nilfluthöhen sind ebenfalls von einiger Wichtigkeit, da sie besonders bei der Erforschung
der 2. Dynastie behilflich sind. Hintergrund ist die Vermutung, dass das Ägyptische Reich mit dem Tod von König Ninetjer in zwei voneinander unabhängige Landeshälften aufgeteilt worden war. Ein Teil der Forschung ist überzeugt, dass König Ninetjer zwei seiner Söhne oder ausgesuchte Thronerben synchron regieren ließ. Barbara Bell hatte eine langanhaltende Dürre unter Ninetjer vermutet, die zu einer Hungersnot führte. Um nun die Versorgung der ägyptischen Bevölkerung sichern zu können, wurde das Königreich geteilt, bis die Dürre und die damit verbundene Hungersnot beendet waren. Bell begründete ihre These mit den Aufzeichnungen über die Nilfluthöhen jeweils unterhalb der Jahresfenster des Palermosteins. Ihrer Interpretation nach verzeichnete der Palermostein ungewöhnlich niedrige Nilpegelstände zur Zeit von König Ninetjer.
Heute ist diese Theorie widerlegt. Historiker wie Stephan Seidlmayer haben Bells Schätzungen neu berechnet und korrigiert. Barbara Bell hatte möglicherweise nicht bedacht, dass der Palermostein nur die Nilpegelstände der Region um Memphis herum anzeigt und die Pegelstände entlang des restlichen Nilverlaufs außer Acht lässt. Stephan Seidlmayer konnte nachweisen, dass die Nilfluthöhen zu Ninetjers Zeiten ausgeglichen und vergleichsweise hoch waren. Eine Dürrekatastrophe als Reichsteilungsgrund kann daher inzwischen ausgeschlossen werden. Andere Gelehrte nehmen hingegen an, dass Ägyptens Verwaltungsapparat zu dieser Zeit zu umfangreich und komplex geworden war und zusammenzubrechen drohte. Um ebendies zu verhindern und die Verwaltung des Staates zu erleichtern, könnte Ägypten geteilt worden sein und zwei Herrscher gleichzeitig geherrscht haben. Allerdings mahnen einige Ägyptologen zur Vorsicht hinsichtlich einer Festlegung zur Reichsteilungstheorie, da die Annalensteininschrift selbst keinerlei explizite Hinweise auf eine solche Reichsteilung enthält.

### Mögliche Interregni

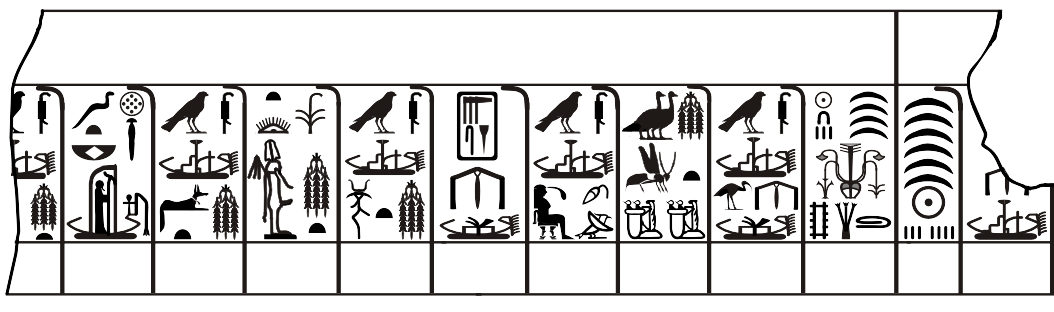
Regierungsbeginn des Königs Djer (1. Dynastie). Die Inschrift wird von rechts nach links gelesen. Im 2. und 3. Fenster von rechts ist der Regierungswechsel von König Aha zu König Djer vermerkt, man beachte das zweite „Sterbedatum“ im Krönungsjahr von Djer (3. Fenster von rechts, oberster Abschnitt).

Der Palermostein liefert womöglich Hinweise auf ein sehr kurzes Interregnum zwischen den Königen Aha und Djer. In Zeile II der Inschrift findet sich das Ende der Herrschaft von König Aha. Im Anschluss folgt der Herrschaftsbeginn von König Djer. Im ersten Jahresfenster von Djer, das das Thronjubiläum und das Reichseinigungsfest verkündet, ist ein „zweites Sterbedatum“ eingetragen. Gemäß W. Helck und Werner Kaiser könnte dieses Phänomen auf einen Herrscher namens Teti I. hinweisen, der in den ramessidischen Königslisten als 2. König der 1. Dynastie ausgewiesen ist. Hintergrund der Annahme ist die Gleichsetzung von Tetis Vorgänger Meni mit König Aha und Tetis Nachfolger Iteti mit König Djer. W. Helck und W. Kaiser erkennen ein Interregnum von 1 Jahr und 45 Tagen. Diese These ist jedoch nicht allgemein akzeptiert. Ägyptologen und Historiker wie Juan Antonio Belmonte, T. Wilkinson und Jan-Phillipe Lauer haben einen Zeitraum von nur 10 Monaten und 20 Tagen zwischen den beiden „Sterbedaten“ errechnet und bezweifeln, dass ein derart kurzes Interregnum überhaupt ausreichende historische Wichtigkeit gehabt hätte, um auf einem so bedeutsamen Dokument erwähnt zu werden. Zudem ist ein König namens „Teti“ auf keinem zeitgenössischen Artefakt oder Denkmal der 1. Dynastie archäologisch nachgewiesen. Die Gelehrten vermuten vielmehr, dass die doppelte Schreibung entweder ein Abschreibfehler der Ersteller der Annalenliste war, oder dass die Dopplung mit den Nilfluthöhen in Zusammenhang steht. J. A. Belmonte weist darauf hin, dass die 315 bis 320 Tage einem sogenannten „Niljahr“ entsprechen, also dem Zeitraum zwischen dem jahresniedrigsten und dem jahreshöchsten Nilflutlevel. Der sogenannte „Nilkalender“ war jene Form des Kalenders gewesen, die vor Einführung des zivilen Verwaltungskalenders angewendet worden war.

## Ursprünglicher Hintergrund und Zweck des Annalensteins

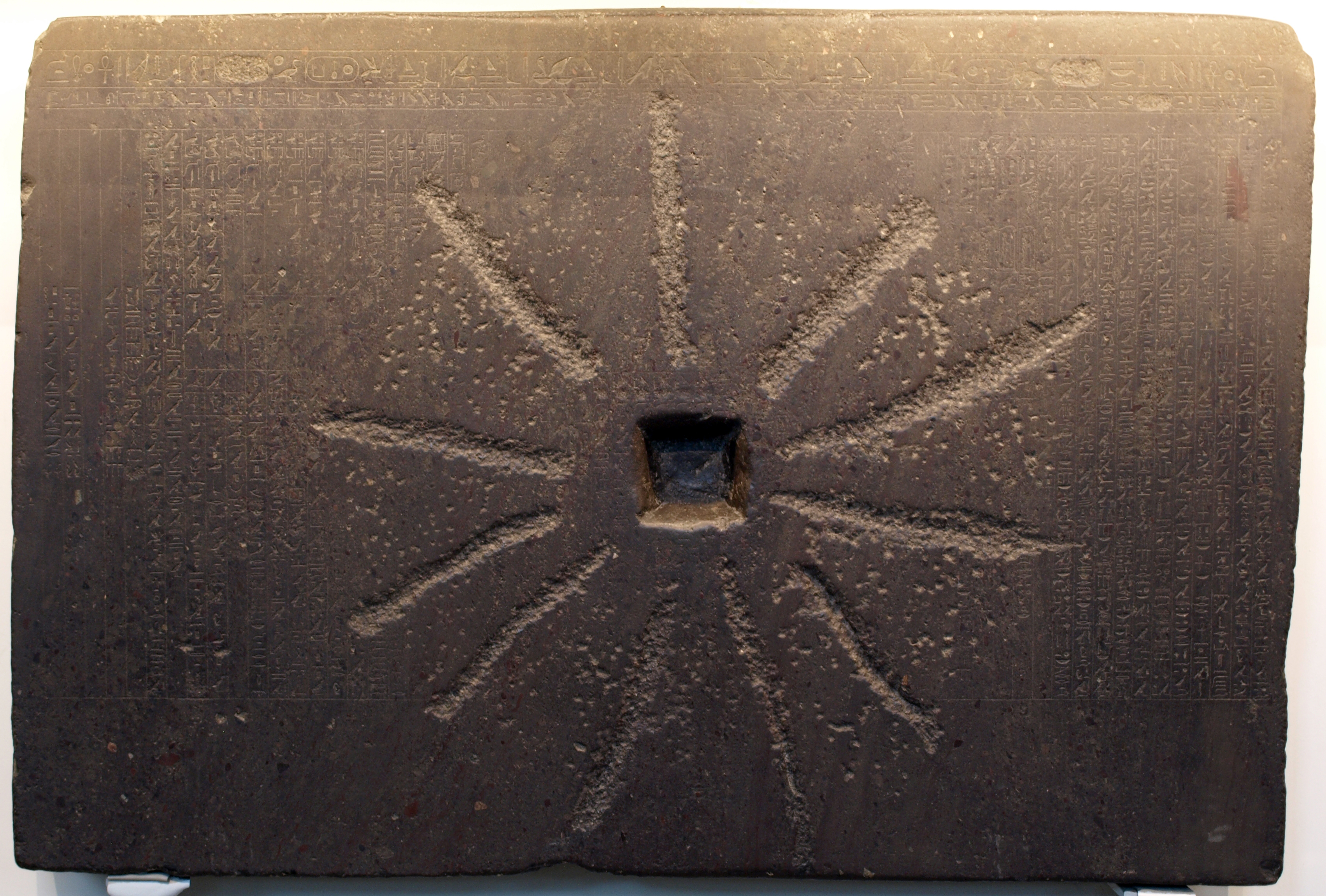
Schabaka-Stein aus Memphis

Zum ursprünglichen Hintergrund der Erschaffung des Annalensteins sowie zu dessen möglichen Zweck liegen abweichende, teils widersprüchliche Ansichten vor, da die erhaltenen Inschriften keinerlei Hinweise darauf liefern, welche Beweggründe für seine Erschaffung vorlagen. Die Bruchstücke präsentieren selbst nur knappe Ausschnitte aus der ursprünglichen Gesamtinschrift. Verschiedene Gelehrte vertreten daher unterschiedliche Ansichten und Theorien, die sich an Vergleichen mit ähnlichen Dokumenten, wie dem Schabaka-Stein und dem Turiner Königspapyrus orientieren.

### Kultische Zwecke
Die Erschaffung und Beschriftung eines Annalensteins könnte gemäß W. Barta, K. Sethe und W. Kaiser kultische Zwecke erfüllt haben. Dabei ging es vorrangig um die Anbetung und Ehrung königlicher Ahnen und um das Andenken an sie. Könige, die solche Annalensteine in Auftrag gaben, waren darauf bedacht, sich selbst als Nachfahre einer außerordentlich lang zurückreichenden, mystifizierten Blutslinie mit möglichst göttlicher Abstammung zu präsentieren und feiern zu lassen. Dass dies gar nicht der Realität entsprach, wurde dabei einfach übergangen. Ein ägyptischer Herrscher stammte dem Volksglauben nach von den Göttern ab und war deren leibhaftiger Stellvertreter und Repräsentant auf Erden. Demzufolge stammte er selbstverständlich auch von einer bis in Urzeiten zurückreichenden Ahnenlinie mit göttlichem Ursprung ab. Der Annalenstein der 5. Dynastie könnte eine solche Ahnenurkunde gewesen sein. Hinweise darauf liefern die fragmentarisch erhaltenen Vignetten prädynastischer Könige in der 1. Zeile des Palermosteins und des Kairosteins. Ihre Namen sind archäologisch nicht belegt, daher sind sie womöglich fiktiv. Doch ihre Erwähnung und Auflistung verlängert die Ahnenliste bis in die Zeit vor König Menes, was dem Wunsch nach Bestätigung einer vorzeitlichen Abstammung zugrunde liegen mag.

### Ökonomische und kalendarische Zwecke
Der Umstand, dass der Annalenstein von König Narmer (Begründer der 1. Dynastie) an die jährlichen Nilpegelstände verzeichnet, mag gemäß mehreren Ägyptologen ebenso auf kalendarische wie ökonomisch-wirtschaftliche Zwecke hinweisen. Bestärkt wird diese Annahme durch die Aufzeichnungen der alle zwei Jahre abgehaltenen Steuererhebungen. Durch diese Aufzeichnungen konnten sich die Beamten und Wesire, die nach Erschaffung des Annalensteins lebten und wirkten, an den festgehaltenen Daten orientieren und die Inschrift als Maßstab für künftige Steuerberechnungen und -erhebungen nutzen.

### Politische Zwecke
Die Erschaffung eines Annalensteins konnte auch politischen Ambitionen zugrunde liegen. Ägyptische Herrscher waren gleichfalls darauf bedacht, als von beiden Landeshälften legitimierte und anerkannte Könige betrachtet, akzeptiert und respektiert zu werden. Eine solche Selbstpräsentation diente allein der Machtdemonstration und Einschüchterung, auch (oder besonders) gegenüber fremdländischen Korrespondenten und Königen. Ein Annalenstein, der sämtliche Ahnen des Auftraggebers mit der Doppelkrone Ägyptens präsentiert (wie es in den Aufzeichnungen von Narmer an der Fall ist), untermauerte die Legitimität als König von Ober- und Unterägypten. Unterstützt wird diese Ansicht durch die Annahmen von einigen Forschern, dass der Annalenstein der 5. Dynastie an einem öffentlich zugänglichen Ort aufgestellt war, wo jeder, der Hieroglyphen verstand, die angebrachte Inschrift lesen konnte.
W. Helck und T. Wilkinson machen abschließend geltend, dass der Annalenstein genauso gut alle bisher genannten Eigenschaften und Zwecke gleichzeitig besitzen und erfüllen konnte. Sie weisen betont darauf hin, dass bereits die Auswahl des Beschriftungsmaterials von großer Wichtigkeit sei. Königslisten wie der Königspyparus Turin bestehen aus vergänglichem Material, ihre Erstellung war demnach nicht auf ein möglichst langes Bestehen ausgerichtet, sondern auf den Zweck der Informationswiedergabe beschränkt. In Stein gravierte Königslisten hingegen, wie die Königsliste von Sakkara, die Königsliste von Karnak und die Königsliste von Abydos, sollten möglichst lange überdauern. Im Falle der vorgenannten, steinernen Königslisten spielt ihr Anbringungs- und Zurschaustellungsort (ein Toten- und Ahnentempel) eine tragende Rolle. Im Falle des Annalensteins mag Vergleichbares zutreffen. T. Wilkinson wirft ergänzend ein, dass die informative Knappheit der Ramessidenlisten auf rein kultische Ambitionen und selektives Denken bezüglich der Ahnenauswahl schließen lässt. Die Inschrift des Annalensteins hingegen ist ungleich reichhaltiger, sodass das Kultische um das Kalendarische und Politische erweitert erscheint. Helck und Wilkinson orientieren sich bei ihren Auslegungen an dem Historiker Manetho, der die Anfangskapitel seines Geschichtswerks Aegyptiaca mit Göttern, Halbgöttern und den mystischen „Abkömmlingen des Horus“ beginnen lässt.

## Fragen zur Echtheit der Annalensteinfragmente
Der Ägyptologe Patrick F. O’Mara publizierte in den 1970er Jahren die These, wonach die Fragmente des Annalensteins und die darauf befindlichen Inschriften gefälscht sein könnten. Als Anhaltspunkte nannte er die bereits erwähnten Anachronismen, wie die Nennung von Kartuschennamen für frühdynastische Herrscher sowie den Umstand, dass einige der auf den Bruchstücken erwähnten Königsmütter archäologisch bislang nicht einwandfrei nachgewiesen sind. Auch hegte er Zweifel an den Angaben zu den Nilfluthöhen, die seiner Meinung nach fiktiv seien, da bislang keine zeitgenössischen, frühdynastischen Inschriften (zum Beispiel auf Elfenbeintäfelchen und Gefäßen) vorliegen, die die angegebenen Nilfluthöhen bestätigen könnten.
Einige Ägyptologen und Historiker widersprechen den Thesen entschieden und weisen darauf hin, dass archäologische Befunde zumindest nahelegen, dass die Nilfluthöhen, wie sie auf den Fragmenten wiedergegeben werden, durchaus realen Klimaschwankungen entsprechen. Bebauungsspuren, die dem abnehmenden Nilpegel folgen, untermauern dies. Die Anachronismen sind nach heutiger Ansicht der Ägyptologie kein ausreichender Grund für Zweifel an der Echtheit der Artefakte, vielmehr sind sie als das Ergebnis zeitgenössischer Anpassungen der späteren Abschreiber anzusehen. Zudem verweisen sie auf das Annalenstein-Fragment, das in situ entdeckt worden war und dessen Herkunft als gesichert gilt. O’Maras Thesen gelten daher als widerlegt und finden innerhalb der Forschung keinen Zuspruch mehr.